# Systatica
Systatica là một chi bướm đêm thuộc họ Geometridae.